# アエレ・アブシェロ
アエレ・アブシェロ（Ayele Abshero, 1990年12月28日 - ）は、エチオピアの陸上選手。専門は長距離走・マラソン・クロスカントリー。

## 経歴
陸上選手だった兄や同国の英雄ハイレ・ゲブレセラシェに憧れて陸上を始める。2008年の世界クロスカントリー選手権大会ジュニアで2位。翌年の同大会では優勝を飾る。2009年のアフリカジュニア陸上競技選手権大会では5000mに出場し、4位となった。
2012年ドバイマラソンでマラソンに初出場し、世界歴代4位、初マラソン世界最高記録となる2時間4分23秒の大会新記録で優勝する。これによりロンドンオリンピックマラソン代表に選出されたが、途中棄権に終わった。

## マラソン成績
| 年月    | 大会名               | タイム      | 順位  | 備考 |
| ------- | -------------------- | ----------- | ----- | ---- |
| 2012.01 | ドバイマラソン       | 2：04：23   | 優勝  |      |
| 2012.08 | ロンドンオリンピック | ----------- | (DNF) |      |
| 2013.04 | ロンドンマラソン     | 2：06：57   | 3位   |      |
| 2013.10 | シカゴマラソン       | 2：10：10   | 10位  |      |
| 2014.04 | ロンドンマラソン     | 2：06：31   | 4位   |      |